# 毕道文

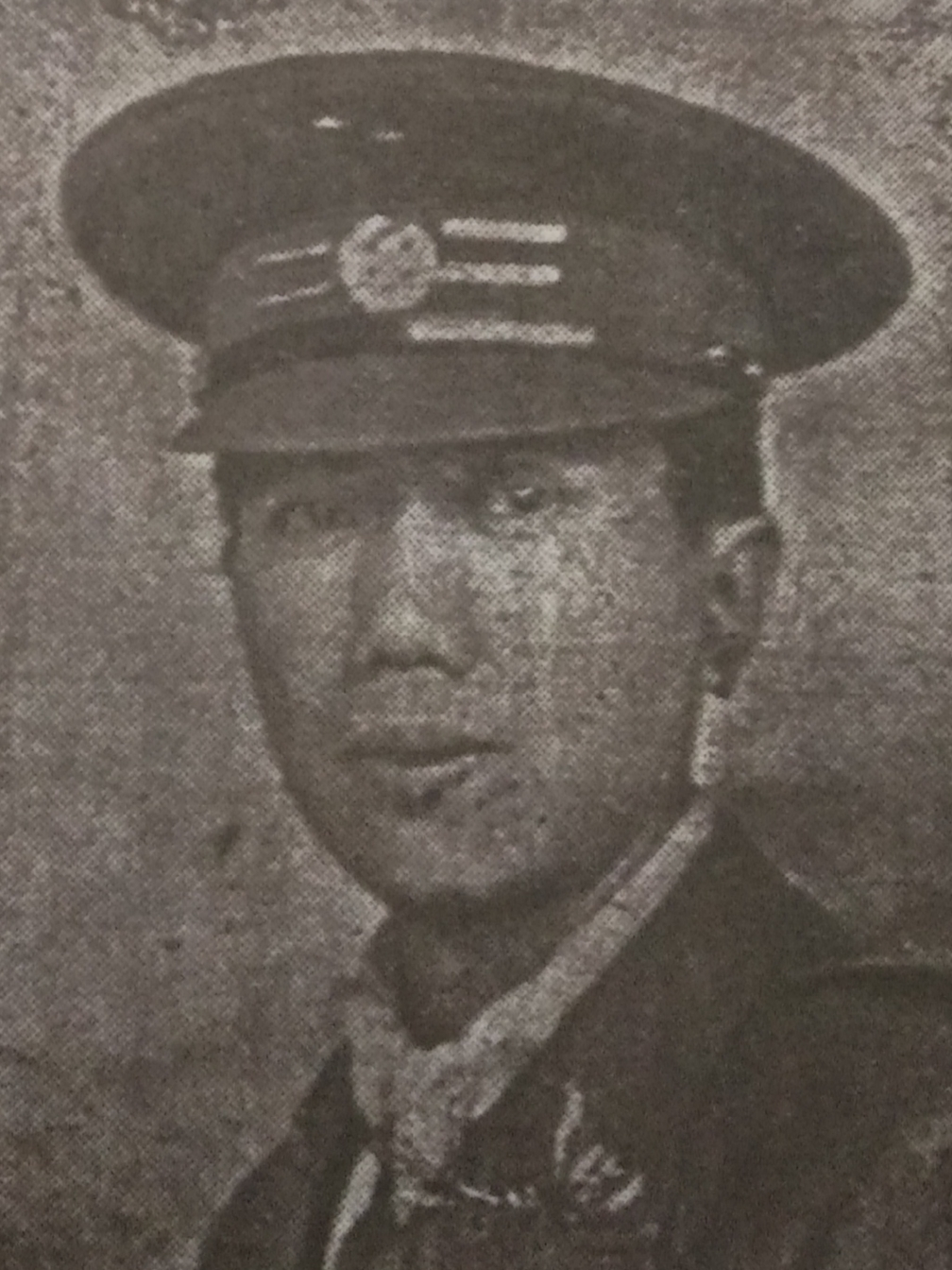
1939年6月3日《祖国抗日情报》

毕道文（1906年1月27日—约1970年），出生于荷属东印度东爪哇省的印度尼西亚华人，医生，共产党员，第三国际通讯员。曾参与西班牙内战中的国际纵队以及中国抗日战争。